# Boldina
La Boldina [(S)-2,9-dihidroxi-1,10-dimetoxiaporfina] (PF 161 - 163 °C) es el principal alcaloide de la corteza del boldo (Peumus boldus Molina), aunque no de las hojas.3  También abunda en Lindera aggregata.

## Uso
Tradicionalmente utilizado para problemas en el sistema digestivo, principalmente en el hígado. El alcaloide ha demostrado propiedades antioxidantes mecanísticamente diversas de las de propil-galato o del ácido fítico.4 Este alcaloide puede inhibir la agregación plaquetaria inducida por el ácido araquidónico, pero no por el PAF (factor agregante plaquetario).
La boldina no exhibe actividad antagonista central dopaminérgica in vivo in a pesar de su buena afinidad ligante en receptores D1- y D2-oides.
Los principios activos de la planta se extraen por medio de alcoholatura.